# Konami '88
Konami '88, ook gekend als  '88 Games in Noord-Amerika en Hyper Sports Special in Japan, is het derde spel uit de Track & Field- computerspelserie van het bedrijf Konami. In het spel neemt de speler deel aan de Olympische Spelen in een aantal sportcompetenties.

## Spelverloop
De speler bestuurt een of meerdere atleten in diverse sportcompetenties. Een level wordt met succes gespeeld indien deze voldoet aan de doelstelling. Voor sommige disciplines heeft de speler meerdere pogingen. Indien een level niet binnen de doelstelling wordt uitgespeeld, is het spel afgelopen.
| Level | Discipline          | Doelstelling         | Aantal pogingen |
| ----- | ------------------- | -------------------- | --------------- |
| 1     | 100 meter           | maximum 18 seconden  | 1               |
| 2     | verspringen         | minstens 6 meter     | 3               |
| 3     | Estafette           | maximum 45 seconden  | 1               |
| 4     | Kleiduivenschieten  | minstens 1000 punten | 3               |
| 5     | 110 meter horden    | maximum 20 seconden  | 1               |
| 6     | Recurveboogschieten | minstens 2000 punten | 3               |
| 7     | Kogelstoten         | minstens 60 meter    | 3               |
| 8     | Hoogspringen        | minstens 2,20 meter  | 3               |
| 9     | 400 meter horden    | maximum 40 seconden  | 1               |